# Rhododendron Fraseri Group
Rhododendron Fraseri Group — группа сортов зимостойких листопадных рододендронов. 
Декоративные садовые растения, используется в селекционных программах направленных на создание зимостойких сортов листопадных рододендронов. 

## История
Джордж Фрейзер эмигрировал из Шотландии в Канаду в конце 1800-х годов и купил 100 гектаров леса на острове Ванкувер, где он основал питомник. В своих селекционных программах он использовал не только рододендрон, но и многие другие рода растения. 
В результате скрещивания Rhododendron canadense × Rhododendron molle ssp. japonicum были получены растения, некоторые из которых Д. Фрейзер послал в Boston’s Arnold Arboretum и в Королевские ботанические сады Кью. И там и там, независимо друг от друга растения были названы  Rhododendron × fraseri. А в 1990 году зарегистрированы под названием Fraseri Group.

## Биологическое описание
В возрасте 10 лет высота кустов около 90 см, ширина около 120 см. Крона сферическая. 
Листья летом зелёные, 60 х 20 мм. Черешки 12 мм.
Соцветия 70 мм высотой, 40 мм шириной, несут 8—15 цветков. 
Цветки воронкообразные, 5-лепестковые, 25 х 44 мм, внутри фиолетово-пурпурного цвета. Аромат лёгкий или отсутствует. Тычинок 8—10.

## В культуре
Да данным немецких авторов выдерживают понижения температуры до -27 °С. На юге Финляндии полностью зимостоек, цветёт в конце мая.
Рекомендуемый рН почвы от 4,5 до 6.